# Exil
Exil, latin: exsilium, eller landsflykt avser förhållandet att en person (exilanten) bor utanför sitt eget land, men utan att ha släppt sin identifikation med landet.

## Bakgrund
Ordet exil kommer av latinets exsilium med samma betydelse och användning. Ursprungligen användes det i betydelsen landsförvisning, det vill säga när någon förvisas (deporteras) från sitt land.
Under 1800-talet kom det istället att användas om den typ av landsflykt som bland annat en del revolutionära politiker tvingades till. Under 1900-talet har det oftare kommit att förknippas med flyktingars vistelse utomlands; flykten till ett asylland kan ha föregåtts av förföljelse på grund av ras, nationalitet, religion eller politisk verksamhet. Under delar av 1900-talet har flyktingströmmarna särskilt i samband med större krig tidvis varit strida, och både första och andra världskriget, krigen i före detta Jugoslavien samt Mellanöstern har byggt på mängden exilanter. Samtidigt har de mottagande staterna (bland annat inom EU) satt upp hinder för att kunna begränsa mängden flyktingar.

## Effekter
Exilen medför ofrivillig förlust av språklig, social och kulturell samhörighet och förankring. I många länder har exilanter möjlighet att ansöka om asyl som ska skydda dem mot att utvisas tillbaka till det land som de flytt ifrån och där deras rättssäkerhet hotas.